# ألان إيوستاس
ألان إيوستاس (بالإنجليزية: Alan Eustace)‏ هو طيار وعالم حاسوب وشخصية أعمال أمريكي، ولد في 1957.